# Jack Butland
Jack Butland (ur. 10 marca 1993 w Bristolu) – angielski piłkarz występujący na pozycji bramkarza w Rangers. Uczestnik Mistrzostw Europy 2012 i Mistrzostw Świata 2018.

## Kariera klubowa

### Birmingham City
Butland urodził się w Bristol. W 2007 roku dołączył do akademii Birmingham City. Po opuszczeniu Clevedeon Community School w 2009 roku, rozpoczął 2-letnie stypendium w młodzieżowej akademii klubu. W wieku 16 lat zadebiutował w rezerwach Birmingham, a w 2010 roku podpisał kontrakt z profesjonalną drużyną. W październiku 2010 roku złamał rękę, która wykluczyła go z gry na dłuższy okres.

### Wypożyczenie do Cheltenham Town
We wrześniu 2011 roku Butland został wypożyczony do Cheltenham Town. Został on wypożyczony na okres miesiąca, po to aby nabrać doświadczenia. Zadebiutował 10 września w meczu z Macclesfield Town, gdzie zachował czyste konto. Będąc na wypożyczeniu Butland podpisał nowy kontrakt z Birmingham, obowiązujący do 2015 roku. Jego wypożyczenie zostało przedłużone o kolejne dwa miesiące. Był nominowany do nagrody najlepszego piłkarza w listopadzie. W dwunastu meczach dla Cheltenham zachował siedem czystych kont. W lutym 2012 roku Butland ponownie został wypożyczony do Cheltenham do końca rozgrywek. Po zakończeniu sezonu bramkarz zebrał bardzo dobre recenzje przez angielskich ekspertów, ale też i przez trenerów innych drużyn.

### Pierwsza drużyna
Butland był rezerwowym bramkarzem w sezonie 2011/12. Birmingham odrzuciło ofertę Southampton w wysokości 6 mln funtów za młodego bramkarza. Menedżer Lee Clark stwierdził, że jest to za mała kwota jak na tak utalentowanego bramkarza. Sam piłkarz przyznał, że chce grać w pierwszej drużynie i rozwijać swoją karierę. W sezonie 2012/13 po odejściu Bena Fostera otrzymał koszulkę z numerem jeden. W barwach Birmingham zadebiutował w pierwszym meczu sezonu z Charlton Athletic. Po bardzo dobrych meczach Butland przyciągnął uwagę większych angielskich drużyny min: Chelsea. Golkiper został wybrany najlepszym graczem sezonu w Birmingham.

### Stoke City
31 stycznia 2013 roku podpisał kontrakt ze Stoke City. W ramach umowy jaką zawarły obie drużyny wrócił do Birmingham do końca rozgrywek. Po powrocie do Stoke w sezonie 2013-14 był trzecim bramkarzem drużyny. 26 września 2013 roku został wypożyczony do Barnsley. W swoim debiucie otrzymał żółtą kartkę za faul na Jamie Vardym. 26 grudnia Stoke anulowało wypożyczenie z powodu kontuzji pierwszego bramkarza drużyny Asmira Begovicia. 1 stycznia 2014 roku zadebiutował w Premier League, zastępując Thomasa Sørensena, który również doznał kontuzji. W dniu 12 stycznia zagrał w wyjściowym składzie w meczu z Liverpoolem, który zakończył się porażką The Potters 5-3. Pod koniec lutego został wypożyczony do Leeds United. Menedżer Mark Hughes podkreślił, że musi nabrać więcej doświadczenia. Zadebiutował w zremisowanym 0-0 meczu z Middlesbrough. Został wybrany zawodnikiem meczu. 
20 października 2014 roku Butland udał się na wypożyczenie do Derby County na okres jednego miesiąca. Zagrał w sześciu spotkaniach przed powrotem do Stoke. W marcu 2015 roku przedłużył swój kontrakt z The Potters o kolejne cztery lata. W maju zagrał w trzech meczach, dwukrotnie zachowując czyste konto. Po odejściu Asmira Begovicia przed sezonem 2015-16 Mark Hughes ogłosił go numerem jeden w bramce Stoke. 27 października 2015 roku obronił rzut karny wykonywany przez Edena Hazarda w serii rzutów karnych podczas czwartej rundy Pucharu Ligi Angielskiej. Ponadto zebrał bardzo dobre recenzje za mecz ligowy z Norwich i Newcastle, w których to ratował punkty swojej drużynie. 26 marca 2016 roku podczas meczu towarzyskiego z Niemcami doznał poważnej kontuzji kolana, która uniemożliwiła mu grę przez rok, w związku z czym opuścił większość sezonu 2016/2017, oraz finały Mistrzostw Europy.

### Manchester United
6 stycznia 2023 roku został wypożyczony na pół sezonu do Manchesteru United.

## Kariera reprezentacyjna

### Młodzieżowa reprezentacja Anglii
| "Gdy usłyszałem ostatni gwizdek nie mogłem w to uwierzyć. Poczułem ogromną ulgę. Nie mogłem uwierzyć w to, że odnieśliśmy tak ogromny sukces i pokonaliśmy Hiszpanię. Było to niesamowite uczucie"—Jack Butland , wypowiedź po finałowym spotkaniu z Hiszpanią. |

Butland zadebiutował w kadrze do lat 16 w dniu 3 października 2008 roku, zachowując czyste konto podczas meczu wygranego 6-0 z Irlandią Północną. Potem występował w drużynie do lat 17, z którą zdobył Mistrzostwo Europy U-17. Ponadto został wybrany najlepszym bramkarzem tego turnieju. Potem został powołany do kadry U-20. W dniu 1 września 2011 roku zadebiutował w drużynie do lat 21 przeciwko Azerbejdżanowi.

### Dorosła kadra
Butland został powołany na Mistrzostwa Europy w 2012 roku. W dniu 12 października 2015 roku zadebiutował w eliminacyjnym meczu do Mistrzostw Europy 2016. W tym spotkaniu zachował czyste konto i wraz z drużyną awansował na finały tej imprezy. Znalazł się także w 23-osobowej kadrze Anglików na finały Mistrzostw Świata 2018, na których Synowie Albionu zajęli czwarte miejsce, jednakże podstawowym bramkarzem był Jordan Pickford.
Występy w dorosłej kadrze narodowej
| Reprezentacja | Rok     | Mecze | Gole |
| ------------- | ------- | ----- | ---- |
| Anglia        |         |       |      |
| 2012          | 1       | 0     |      |
| 2013          | 0       | 0     |      |
| 2014          | 0       | 0     |      |
| 2015          | 2       | 0     |      |
| 2016          | 1       | 0     |      |
| 2017          | 2       | 0     |      |
| 2018          | 3       | 0     |      |
| Łącznie       | Łącznie | 9     | 0    |

## Statystyki kariery
(statystyki aktualne na dzień 6 stycznia 2023)
| Klub                     | Sezon              | Liga               | Liga  | Liga   | Puchar Anglii | Puchar Anglii | Puchar ligi | Puchar ligi | Europa | Europa | Suma  | Suma   |
| Klub                     | Sezon              | Liga               | Mecze | Bramki | Mecze         | Bramki        | Mecze       | Bramki      | Mecze  | Bramki | Mecze | Bramki |
| ------------------------ | ------------------ | ------------------ | ----- | ------ | ------------- | ------------- | ----------- | ----------- | ------ | ------ | ----- | ------ |
| Birmingham City          | 2011/12            | Championship       | 0     | 0      | 0             | 0             | 0           | 0           | 0      | 0      | 0     | 0      |
| Cheltenham Town (wyp.)   | 2011/12            | League Two         | 24    | 0      | 0             | 0             | 0           | 0           | –      | –      | 24    | 0      |
| Birmingham City          | 2012/13            | Championship       | 29    | 0      | 0             | 0             | 0           | 0           | –      | –      | 29    | 0      |
| Stoke City               | 2012/13            | Premier League     | 0     | 0      | 0             | 0             | 0           | 0           | –      | –      | 0     | 0      |
| Birmingham City (wyp.)   | 2012/13            | Championship       | 17    | 0      | 0             | 0             | 0           | 0           | –      | –      | 17    | 0      |
| Stoke City               | 2013/14            | Premier League     | 3     | 0      | 1             | 0             | 0           | 0           | –      | –      | 4     | 0      |
| Barnsley (wyp.)          | 2013/14            | Championship       | 13    | 0      | 0             | 0             | 0           | 0           | –      | –      | 13    | 0      |
| Leeds United (wyp.)      | 2013/14            | Championship       | 16    | 0      | 0             | 0             | 0           | 0           | –      | –      | 16    | 0      |
| Derby County (wyp.)      | 2014/15            | Championship       | 6     | 0      | 0             | 0             | 0           | 0           | –      | –      | 6     | 0      |
| Stoke City               | 2014/15            | Premier League     | 3     | 0      | 3             | 0             | 2           | 0           | –      | –      | 8     | 0      |
| Stoke City               | 2015/16            | Premier League     | 31    | 0      | 0             | 0             | 4           | 0           | –      | –      | 35    | 0      |
| Stoke City               | 2016/17            | Premier League     | 5     | 0      | 0             | 0             | 0           | 0           | –      | –      | 5     | 0      |
| Stoke City               | 2017/18            | Premier League     | 35    | 0      | 1             | 0             | 0           | 0           | –      | –      | 36    | 0      |
| Stoke City               | 2018/19            | Championship       | 45    | 0      | 0             | 0             | 0           | 0           | –      | –      | 45    | 0      |
| Stoke City               | 2019/20            | Championship       | 35    | 0      | 0             | 0             | 1           | 0           | –      | –      | 36    | 0      |
| Stoke City               | 2020/21            | Championship       | 0     | 0      | 0             | 0             | 0           | 0           | –      | –      | 0     | 0      |
| Crystal Palace           | 2020/21            | Premier League     | 1     | 0      | 1             | 0             | 0           | 0           | –      | –      | 2     | 0      |
| Crystal Palace           | 2021/22            | Premier League     | 9     | 0      | 5             | 0             | 1           | 0           | –      | –      | 15    | 0      |
| Crystal Palace           | 2022/23            | Premier League     | 0     | 0      | 0             | 0             | 0           | 0           | –      | –      | 0     | 0      |
| Manchester United (wyp.) | 2022/23            | Premier League     | 0     | 0      | 0             | 0             | 0           | 0           | 0      | 0      | 0     | 0      |
| Ogólnie w karierze       | Ogólnie w karierze | Ogólnie w karierze | 272   | 0      | 11            | 0             | 8           | 0           | 0      | 0      | 291   | 0      |

## Sukcesy

### Anglia U-17
- Mistrzostwa Europy U-17

Mistrzostwo (1): 2010

### Anglia
- Mistrzostwa Świata - 4. miejsce: 2018[39]

### Indywidualne
- Mistrzostwa Europy U-17

Najlepsza drużyna turnieju